# Cornelius Cronsjoe
Cornelius Alexander Cronsjoe, adlad Sjöcrona, född 21 mars 1767 i Malmö, död den 30 maj 1824 på Skönabäck i Slimminge socken, Malmöhus län, var en svensk godsägare. Han var son till Ludvig Cronsjoe, far till Frans Alexander Sjöcrona och Peter Sjöcrona samt farfar till Cornelius, Cornelius, Aron och Cornelius Sjöcrona.
Cronsjoe inskrevs som student vid Lunds universitet 1774 och avlade hovrättsexamen där 1783. Han blev auskultant i Göta hovrätt 1785 men fortsatte inte på ämbetsmannabanan utan övergick till att vara lanthushållare. Cronsjoe erhöll 1792 av Serafimerordensgillet kamrerares namn, heder och värdighet och tilldelades 1812 lantråds namn, heder och värdighet. Han adlades 1819 enligt 37 § i Regeringsformen och introducerades 1820 under nummer 2273. Cronsjoe invaldes som ledamot av Patriotiska sällskapet 1805 och av Lantbruksakademien 1813. Han blev riddare av Vasaorden 1805.